# Estrela de Alagoas
Estrela de Alagoas är en kommun i Brasilien.   Den ligger i delstaten Alagoas, i den östra delen av landet, 1 400 km nordost om huvudstaden Brasília. Antalet invånare är 17 254.
Omgivningarna runt Estrela de Alagoas är huvudsakligen savann. Runt Estrela de Alagoas är det ganska tätbefolkat, med 78 invånare per kvadratkilometer.